# Air Moldova

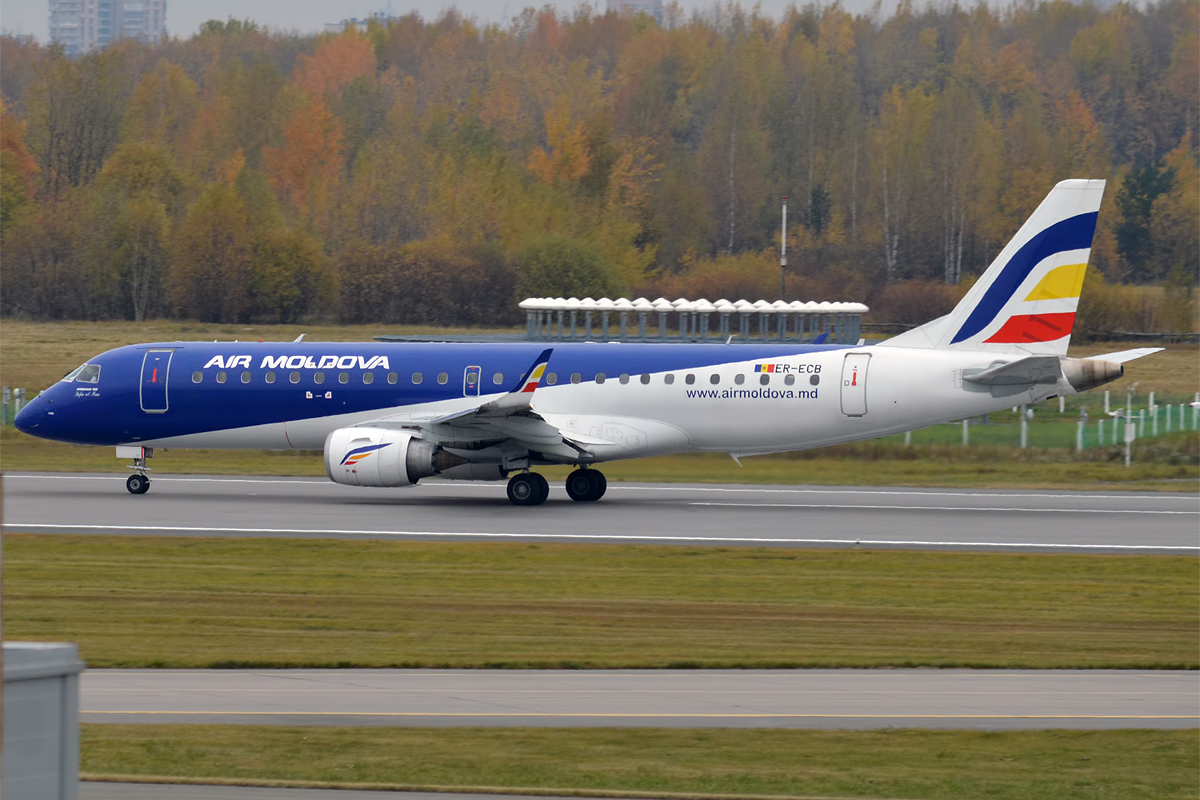
Embraer E-190LR av Air Moldova.

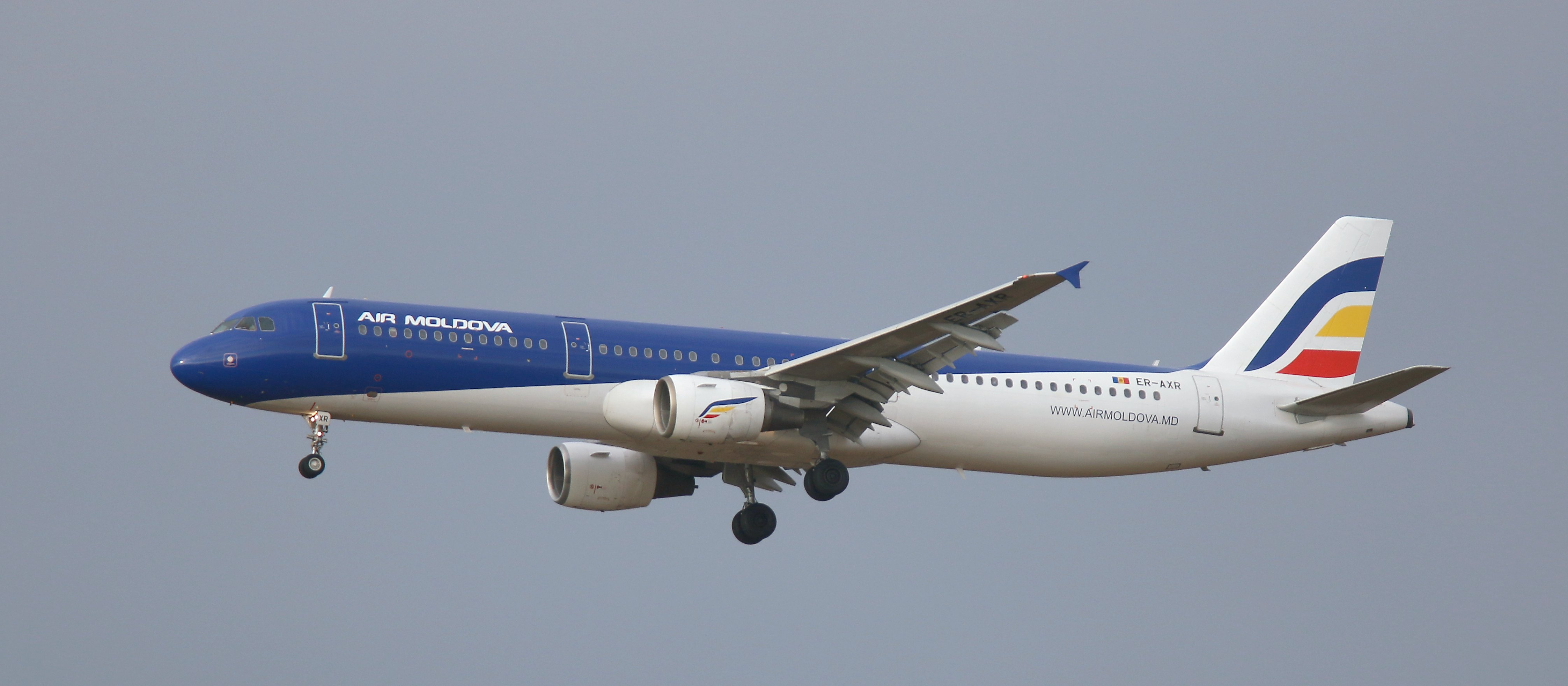
Airbus A321 av Air Moldova.

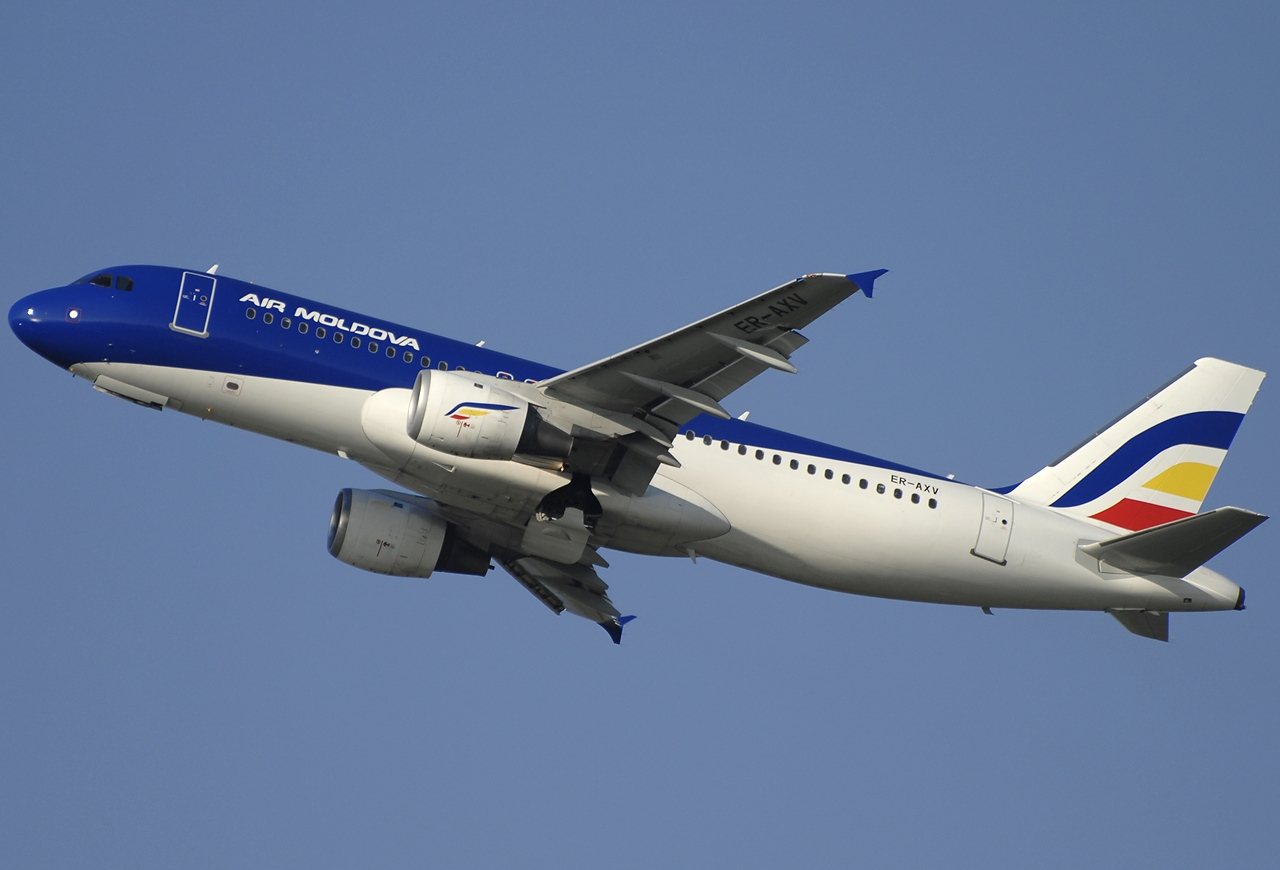
Airbus A320 av Air Moldova.

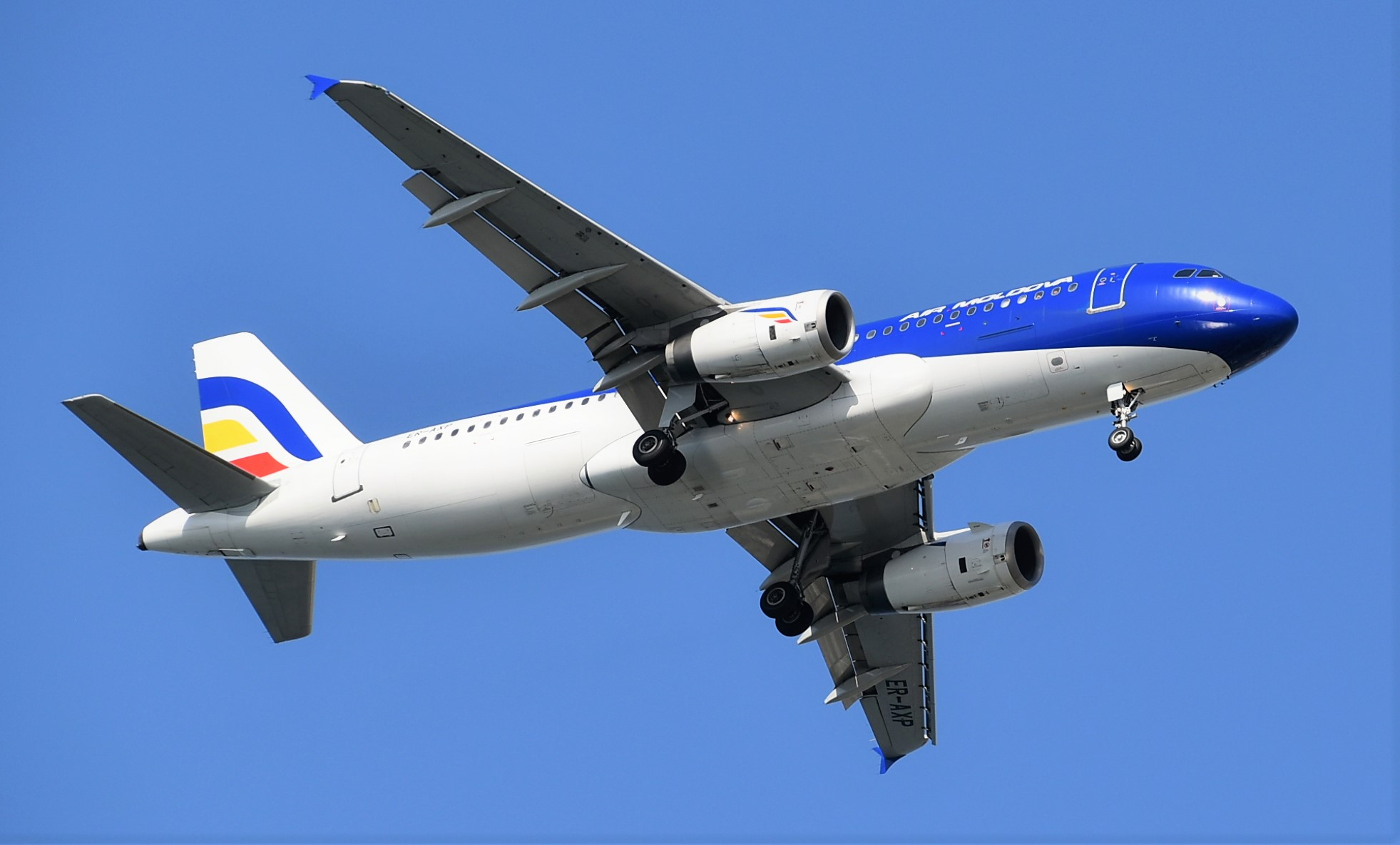
Airbus A320 av Air Moldova.

Air Moldova är moldaviskt flygbolag grundat 1992, med huvudkontoret på Chișinăus internationella flygplats. Air Moldova flyger huvudsakligen inrikes men även till 17 destinationer i Europa. 

## Historia
Air Moldova grundades 1992 på grunden av en del av den moldaviska delen av Aeroflot-flottan. 
År 2001 anlände det första icke-ryska producerade planet till Air Moldovas flotta. 
I juli 2004 blev Air Moldova medlemmar i International Air Transport Association. Resenärerna ökade med över 20 procent år 2007. Till år 2008 sänkte Air Moldova priserna eftersom det enligt dem själva kunde göra dem mer konkurrenskraftiga på sikt. Detta skulle locka personer som reser med marktransport att istället ta flyget. Den moldaviska regeringen skyddar fortfarande flygbolaget mot nationell konkurrens från Moldavian Airlines men även från internationell konkurrens. 
Den 22 oktober 2008 röstade det kommunistiska parlamentet för att privatisera Air Moldova. Dittills hade Air Moldova alltid varit skyddat som ett statligt företag men på grund av bristande medel för investeringar valde regeringen att privatisera flygbolaget.

## Destinationer

### Asien
- Dubai, Förenade Arabemiraten

### Europa
- Burgas, Bulgarien
- Sofia, Bulgarien
- Varna, Bulgarien
- Paris, Frankrike
- Aten, Grekland
- Dublin, Irland
- Milano, Italien
- Rom, Italien
- Verona, Italien
- Tivat, Montenegro
- Lissabon, Portugal
- Bukarest, Rumänien
- Moskva, Ryssland
- Sankt Petersburg, Ryssland
- Madrid, Spanien
- London (Gatwick), Storbritannien
- London (Stamsted), Storbritannien
- Prag, Tjeckien
- Frankfurt, Tyskland
- Antalya, Turkiet
- Istanbul, Turkiet

## Flotta
- 9st Airbus A320-200
- 2 Embraer 190

### Historia
2001 hyrde Air Moldova några flygplan modell Embraer 120 och Embraer 145. De två Jakovlev Jak-42 som man hade såldes tillbaka till Ryssland i slutet på 2004. Tidigare hade Air Moldova också en Tupolev Tu-154, som förstördes vid en olycka då planet gled av landningsbanan.